# Celso Antunes
Celso Antunes (São Paulo, 5 de outubro de 1937) é um geógrafo e educador brasileiro.

## Biografia
Formado em geografia pela Universidade de São Paulo (USP), mestre em ciências humanas e especialista em inteligência e cognição. Consultor Educacional do Canal Futura e Sócio Fundador do “Todos pela Educação”, assim como, membro consultor da Associação Internacional pelos Direitos da Criança Brincar, reconhecido pela UNESCO.
É consultor de diversas revistas e autor de cento e oitenta livros didáticos, dos quais 100 deles são sobre temas de Educação com obras traduzidas em diversos países     .

## Obras
- ANTUNES, Celso - Jogos para a estimulação das múltiplas inteligências - Editora Vozes - 6ª edição - 2000 - 300 págs. - Petrópolis - ISBN 8532621112
- ANTUNES, Celso - "Na sala de aula" - Editora Vozes - 2012 - 725 págs. - Petrópolis - ISBN 853264278-0
- ANTUNES, Celso - "Guia para estimulação do cérebro infantil: do nascimento aos 3 anos" - Editora Cozes - 2011 - 181 págs. -  Petrópolis - ISBN 9788532638045